# Vadu Dobrii
Vadu Dobrii – wieś w Rumunii, w okręgu Hunedoara, w gminie Bunila. W 2011 roku liczyła 21 mieszkańców.